# Улица Евгения Калиты
Улица Евгения Калиты (до 2023 года — улица Некрасова) (укр. Вулиця Євгена Калити) — улица в Деснянском районе города Чернигова, исторически сложившаяся местность (район) Бобровицкая Слобода. Имеет два участка: пролегает от улицы Шевченко до улицы Кочерги и от проспекта Победы до улицы Мачеретовская.
Примыкает переулок Некрасова.

## История
Тракторный переулок был проложен в начале 1950-х годов до 2-го переулка Некрасова (современная улица Кочерги), затем продлён до Пионерской улицы (современная Мачеротовская улица). Был застроен индивидуальными домами.
В 1955 году Тракторный переулок был преобразован в улицу под названием улица Некрасова — в честь русского поэта Николая Алексеевича Некрасова.
В 1970-е годы в связи со строительством квартала Бобровицкого жилмассива часть улицы и её застройки была ликвидирована.
С целью проведения политики очищения городского пространства от топонимов, которые возвеличивают, увековечивают, пропагандируют или символизируют Российскую Федерацию, 1 июня 2023 года улица получила современное название — в честь советского математика, первого директора Черниговского филиала Киевского политехнического института Евгения Григорьевича Калиты, согласно Решению Черниговского городского совета № 30/VIII-15 «Про переименование улиц в городе Чернигове» («Про перейменування вулиць у місті Чернігові»).

## Застройка
Улица пролегает в северо-западном направлении, параллельно улице Просвещения. Имеет два участка — разделены кварталом Бобрвицкого жилмассива — без прямого проезда. Первый участок длиной 470 м пролегает до улицы Кочерги, второй участок длиной 240 м — со стороны проспекта Победы (без прямого проезда) до Мачеретовской улицы. Парная и непарная стороны 1-го участка улицы заняты усадебной застройкой. На 2-м участке парная сторона занята усадебной застройкой, непарная — многоэтажной жилой (относится к проспекту Победы).   
Учреждения: нет